# مدیریت انرژی
مدیریت انرژی (به انگلیسی: Energy conservation) شامل برنامه‌ریزی و بهره‌برداری از واحدهای تولید و مصرف انرژی و همچنین توزیع و ذخیره انرژی است. اهداف آن حفاظت از منابع، حفاظت از آب و هوا و صرفه جویی در هزینه است، در حالی که کاربران دسترسی دائمی به انرژی مورد نیاز خود داشته باشند. مدیریت آنرژی ارتباط نزدیک با مدیریت زیست‌محیطی، مدیریت تولید، تدارکات (لجستیک) و سایر عملکردهای تجاری تثبیت شده دارد. VDI-Guideline 4602 تعریفی را منتشر کرد که شامل بعد اقتصادی آن است: «مدیریت انرژی عبارت است از هماهنگی فعال، سازماندهی شده و سیستماتیک تهیه، تبدیل، توزیع و استفاده از انرژی برای برآوردن نیازها، با در نظر گرفتن اهداف زیست‌محیطی  و اقتصادی». این یک تلاش سیستماتیک برای بهینه‌سازی بهره‌وری انرژی برای اهداف خاص سیاسی، اقتصادی و زیست‌محیطی از طریق تکنیک‌های مهندسی و مدیریت است.